# Ruitzhof
Ruitzhof is een dorp dat bij Duitsland hoort op de grens met België. Ruitzhof is een exclave van Duitsland omdat het door de Vennbahn wordt afgesneden, die ten oosten van de plaats loopt. De Vennbahn, een spoorlijn in de Oostkantons, werd bij het Verdrag van Versailles in zijn geheel aan België toegewezen, terwijl het dorp zelf Duits bleef.

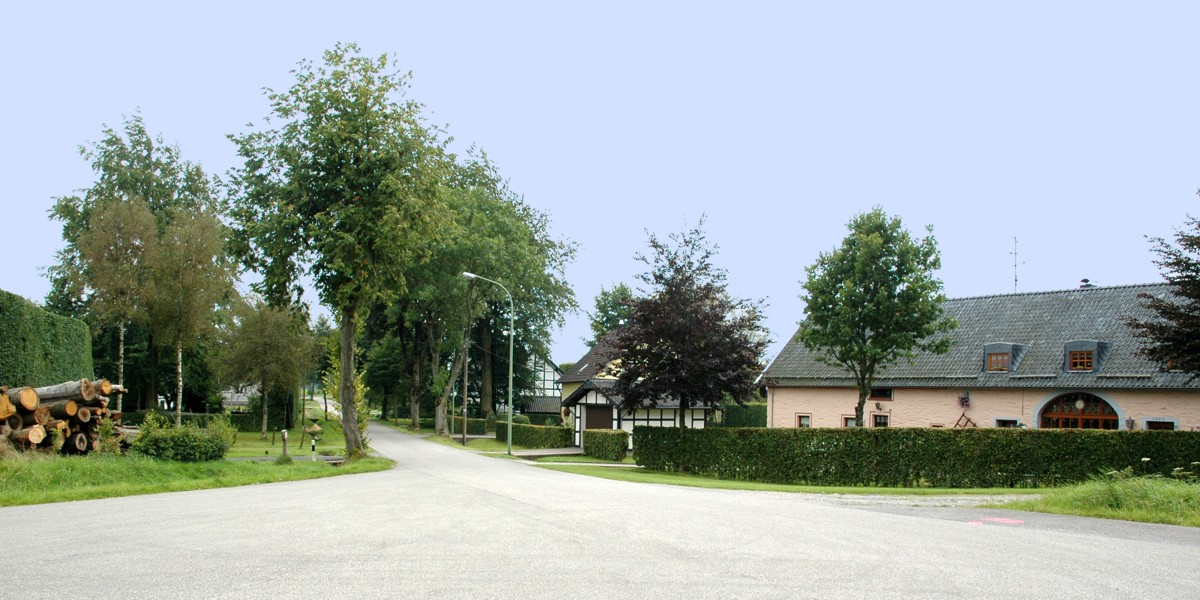
Ruitzhof

Stedenregio Aken · Regierungsbezirk Keulen · Noordrijn-Westfalen